# Pascal Gregor
Pascal Gregor (ur. 18 lutego 1994) – duński piłkarz grający na pozycji obrońcy w Lyngby BK.

## Życiorys
Jest wychowankiem FC Nordsjælland. W jego seniorskim zespole grał w latach 2013–2018. W Superligaen zadebiutował 9 grudnia 2012 w przegranym 1:4 meczu z FC København. 4 stycznia 2018 został piłkarzem FC Helsingør. W 2019 został wypożyczony do FK Haugesund. Zimą 2020 przeszedł do Lyngby BK. W nowej drużynie zadebiutował 17 lutego 2020 w przegranym 0:2 meczu z FC Midtjylland.
W 2016 roku wystąpił wraz z reprezentacją na igrzyskach olimpijskich w Rio de Janeiro.